# کروب پاتکانیان
کرُوب پاتکانیان (ارمنی: Քերովբե Պատկանյան؛ زادهٔ ۱۶ مه [سبک قدیمی: ۴ مه] ۱۸۳۳ - درگذشته ۱۴ آوریل [سبک قدیمی: ۲ آوریل] ۱۸۸۹)، زبان‌شناس اهل ارمنستان و استاد مطالعات ارمنی در دانشگاه سن پترزبورگ بود.

## زندگی
وی در ۱۶ مه ۱۸۳۳ در به دنیا آمد. وی برادر رافائل پاتکانیان بود. در سال ۱۸۶۳ مدرک کارشناسی ارشد تحقیقات ادبیات شرق به خاطر "تاریخچه دودمان ساسانیان بر پایه منابع ارمنی" و در سال ۱۸۶۴ مدرک دکتری رشته ادبیات را به خاطر "مطالعات ترکیبی در زبان ارمنی" دریافت نمود. وی در ۱۴ آوریل ۱۸۸۹ در سن ۵۵ سالگی در سنت پترزبورگ درگذشت.

## آثار
- Catalogique de la littérature arménienne depuis le commencement du V jusqu'a XVI siécle. (St.Petersburg, 1859);
- The first Russian translation of Movses Kagankatvatsi, the Armenian writer of the 10th century,- "The History of Aluank",- with scientific notes and research (St. Petersburg, 1861)
- "Several Words About the Adverbs of Transcaucasian Gipsies" (1886)
- For the "دانشنامه افرون و بروک‌هاوس" (1861–1863) he penned a number of articles on geography and history.

## توضیحات
1. ↑  The History of Sassanid Dynasty according to Armenian Sources
2. ↑  The Study of the Composition in the Armenian language